# Monestir de Săpânța-Peri
L'església de l'arcàngel Miquel a Săpânța-Peri del poble de Săpânța a la regió de Maramureș, Romania és l'⁣església de fusta més alta del món. Representant de les característiques esglésies de fusta de Maramureș amb doble ràfec, l'església continua la tradició de l'antic monestir ortodox de Peri, les ruïnes del qual ara es troben a la zona de Hrushove a Ucraïna.

## Història

### Església original

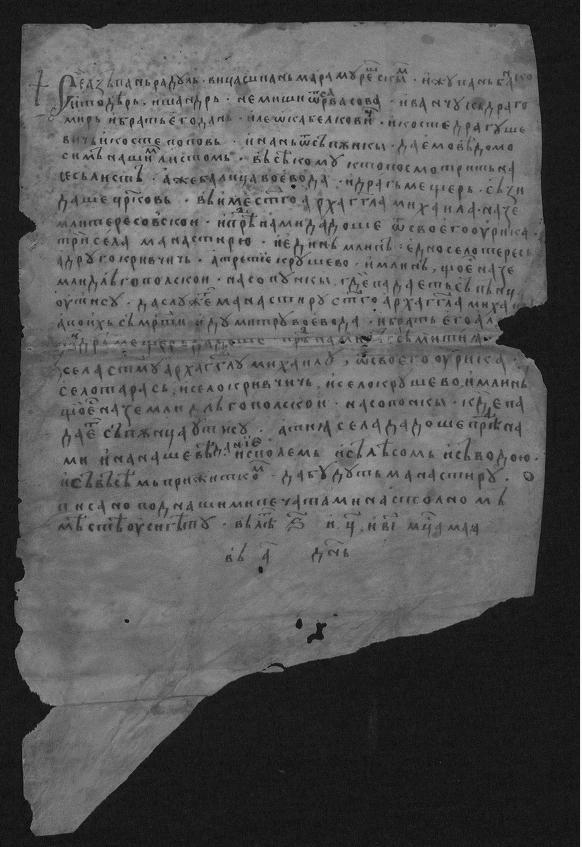
Document eslau sobre el monestir de Peri datat l'1 de maig de 1404 a Sighet (Arxiu Nacional d'Hongria, DL 42811).

El 1391, els néts de Dragoș de Moldàvia van donar terres i béns al monestir de Peri, i es va construir una església de pedra. Durant més de 300 anys, aquesta església de pedra va ser utilitzada com a seu de la diòcesi romanesa de Maramureș. Més tard l'artesà Ioan Macarie va construir un lloc per servir com a lloc de pregària per a la comunitat greco-catòlica dels voltants. Durant l'època dels voivodes Dragoșești, el monestir va ser patrocinat per Sant Miquel Arcàngel. Al monestir de Peri, "El Saltiri", "L'Evangeli", "La llegenda dominical", "El Còdex Voroțean" i "Els Fets dels Apòstols" van ser traduïts i copiats al romanès per primera vegada. L'any 1404, una sèrie de nobles romanesos van reforçar la possessió del monestir, esmentant la donació anterior de Balc i Drag: tres pobles (Taras, Criva i Peri) i un molí "a la terra de Câmpulung al riu Săpânța, on el Săpânța s'ajunta al Tisza, i després de la seva mort, Dumitru voivode i el seu germà Alexandru."
Avui dia, la carta de l'església cita el següent: "Els artesans van enfortir aquests dominis davant del monestir". Els esdeveniments històrics van portar a la destrucció de l'església original del monestir l'any 1783.

### Monestir reconstruït

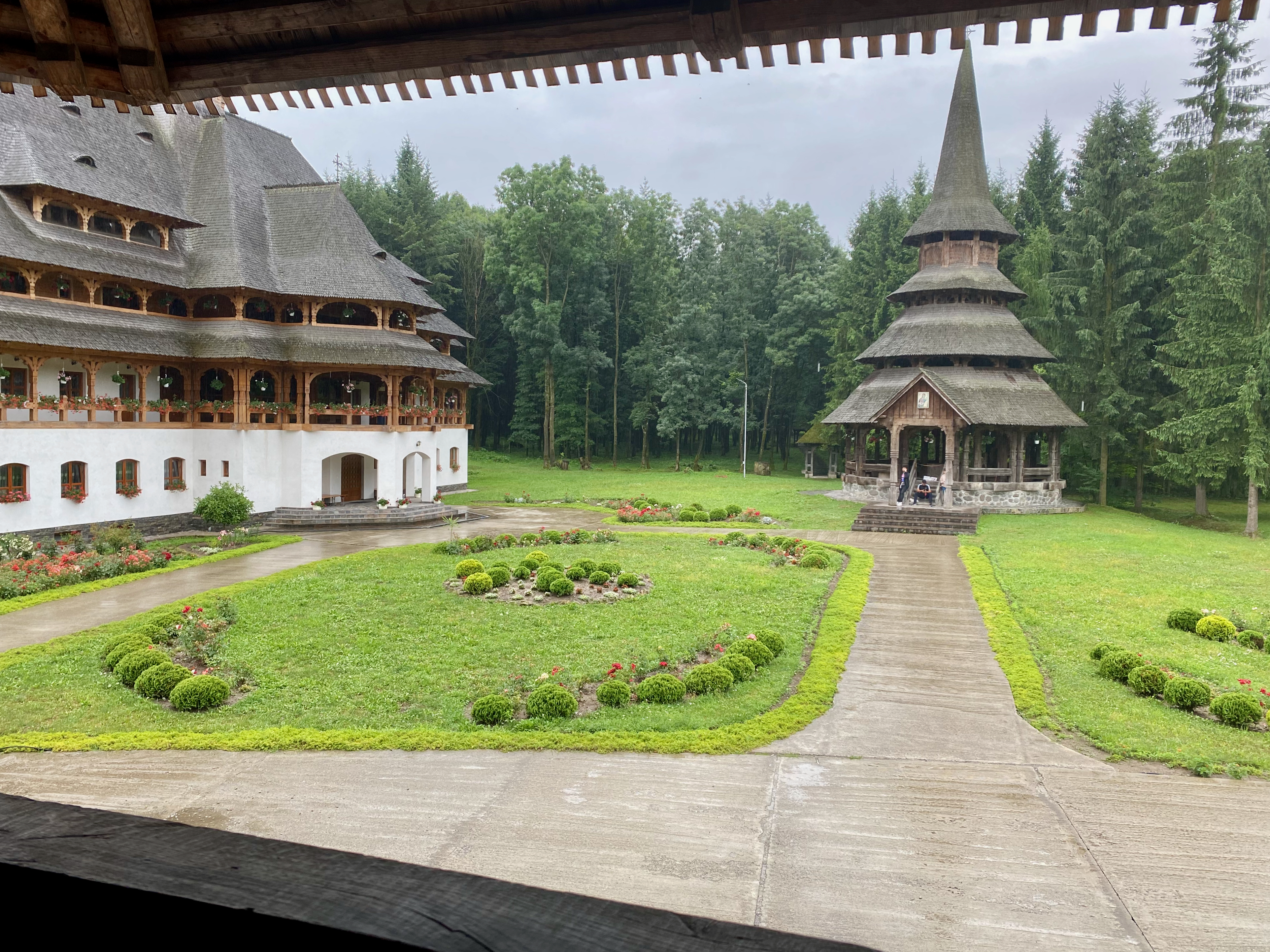
Monestir de Săpânța-Peri - Alta d'estiu

El Monestir de Săpânța-Peri va ser fundat l'⁣any 1997, dins dels límits del poble de Săpânța, amb la voluntat de renovar la tradició històrica de l'antic Monestir del Sant Arcàngel Miquel, de Peri, Maramureș. Fundat pel rector Grigore Lutai, segons els plànols de l'arquitecte Dorel Cordoș, el Monestir de Săpânța-Peri va rebre, a partir de l'any 2005, una comunitat de monges, que va continuar les obres de construcció iniciades anteriorment. L'església d'estil Maramureş del monestir estava originalment revestida amb 8,5 quilos d'or, i la creu, de set metres d'alçada, al seu torn, coberta amb quatre quilos d'or. La construcció es troba a la vora del Tisza i es va construir entre 1998 i 2003. La torre del monestir és visible des d'una distància de cinc quilòmetres sobre el riu Tisza i pot ser admirada pels romanesos de Transcarpàcia, una regió de la històrica Maramureș que avui dia forma part de la Ucraïna moderna. Actualment, el monestir acull 6 monges, sent l'abadessa Stavrofora Agnia Ciuban.
Amb una alçada màxima de 78 m, l'església del monestir de Săpânța-Peri ocupa actualment el tercer lloc entre altres llocs de culte alts de Romania per alçada màxima, després de la catedral ortodoxa de Timișoara i l'església de Sant Miquel de Cluj-Napoca, i abans d'altres imponents edificis murals, com les esglésies evangèliques de Bistrița o Sibiu.